# Sonia Rykiel
Sonia Rykiel, nascuda Sonia Flis el 25 de maig de 1930 a París i morta el 25 d'agost de 2016 a la seva ciutat natal, fou una destacada modista i dissenyadora francesa. Fundadora de la casa de costura Sonia Rykiel, sobrenomenada «la reina del tricot», inventora de la «démode», va fer apologia amb el negre i les ratlles, va inventar la costura a l'inrevés, l'absència de vores i forros, el primer jogging sofisticat de vellut, els missatges escrits i sobretot el gènere de punt que es casa amb els cossos de les dones.

## Biografia

### Orígens
Nascuda en un entorn burgès i intel·lectual d'origen jueu, Sonia va néixer el 25 de maig de 1930 a París d'un pare rus i romanès i d'una mare polonesa. Sonia era la gran de cinc fills.

### Començaments i família
El 1948 és comerciant a la Gran Casa de Blanc. El 1954 es casa amb Sam Rykiel, propietari de Laura, una botiga de confecció de vestits del districte 14è de París. És a aquesta botiga del 104 de l'avinguda del General Leclerc que crea els seus primers pull-overs. Tindrà dos fillsː Nathalie, nascuda el 1955 i Jean-Philippe, el 1961.

### Consagració i recorregut

#### El suèter
El suèter és la roba emblemàtica d'aquesta creadora de moda. En el 1960, un dels seus suèters apareix a la revista Elle. Audrey Hepburn, de pas per la boutique Laura, ofereix en aquest moment 14 suèters signats per Sonia Rykiel (el «suèter de noi pobre») en tots els colors.
És en el 1962, quan Sonia Rykiel demana a un dels proveïdors del seu marit (que és llavors propietari d'una botiga) de confeccionar un suèter curt, ajustat i d'un gris discret: després de molts intercanvis entre Venècia i París, la peça serà finalment tal com l'havia imaginat Sonia Rykiel. És aquesta creació, prevista per ella sola des de l'origen, el que desvetllarà la seva vocació.

#### Societat i "démode"

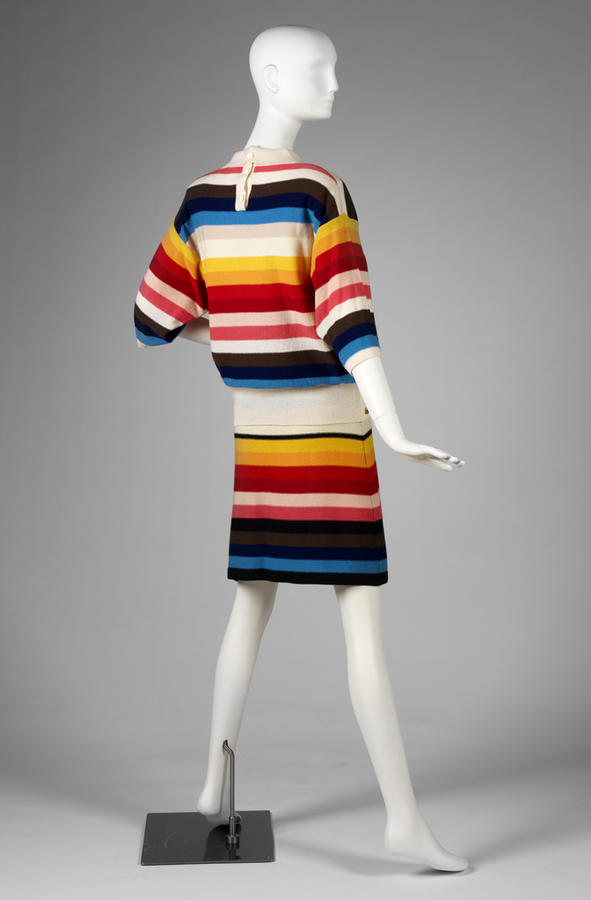
Conjunt de punt per a la primavera i estiu de 1986, de Sonia Rykiel

En 1965, Sam Rykiel la va ajudar a fundar Sonia Rykiel C.D.M. El 1967, la revista americana Women's Wear Daily li va concedir el títol de "Reina del punt al món", i aviat va inventar la costura a l'inrevés, el "sense vora", el "pas doble" en nom d'una nova filosofia de la moda: "el démode", la moda desconstruïda. Crea un estil amb elements identificables i paraules clau amb el negre, les ratlles, els encaixos, el strass –o pedreria–, les peces de punt i els missatges escrits en els suèters. Les seves creacions estan associades a la imatge d'una parisenca "femenina, lliure, sensual i independent".
Malgrat el divorci de Sam Rykiel, va fundar Sonia Rykiel el maig de 1968 i va obrir la primera botiga a París, en el 6 de la rue de Grenelle, a la riba esquerra del riu. També va crear la decoració interior de l'Hotel Crillon el 1972 i de l'Hotel Lutetia el 1985.
El 1973 va ser elegida vicepresidenta de la Federació Francesa de la Couture, de la Federació de Dissenyadors de Moda i de la Chambre Syndicale de la Couture. En el 1977, va dissenyar un conjunt de tres models per a la distribució massiva amb el catàleg de la firma de comandes per correu 3 Suisses. Serà la primera dissenyadora de moda a iniciar aquest tipus de col·laboració. En el 1978, va crear una primera fragància femenina: 7e sens (el 7è sentit). En el 1983, la col·lecció Sonia Rykiel Enfant neix sota l'impuls de la seva filla Nathalie Rykiel.
En el 1989, va llançar la línia Inscription Rykiel, una altra línia de prêt-à-porter a preus més assequibles, rebatejada Sonia By Sonia Rykiel en el 1999. A l'any següent s'estrenarà la línia masculina, els accessoris i la de prêt-à-porter. El 1992, es crea la línia de Sonia Rykiel de sabates i accessoris. L'any 2000 treballa en col·laboració amb la directora Elie Chouraqui en el seu espectacle Les Dix Commandements, on va crear tots els vestits.

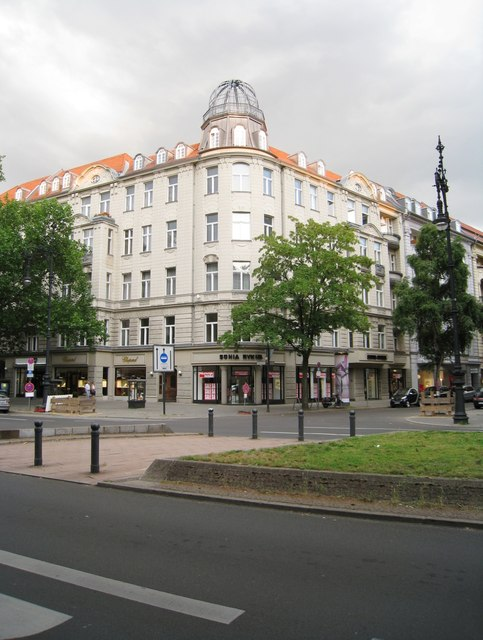
Boutique Rykiel Sonia, a París

En 2008, una gran vetllada celebra la reobertura de la botiga del 175 boulevard Saint-Germain, inaugurada per l'alcalde de París, Bertrand Delanoë. Una desfilada per celebrar el 40è aniversari de la Casa ret homenatge a Sonia Rykiel. Els trenta dissenyadors de moda internacionals més influents oferiran la seva visió de la dona Rykiel i les seves creacions completaran l'espectacle organitzat per Nathalie Rykiel al parc Saint Cloud. En aquesta ocasió, la marca i les creacions de Sonia Rykiel són premiades en el Musée des Arts Décoratifs de Paris, del 20 de novembre de 2008 al 20 d'abril de 2009, en l'exposició "Sonia Rykiel, Exposició".

### Malaltia i defunció

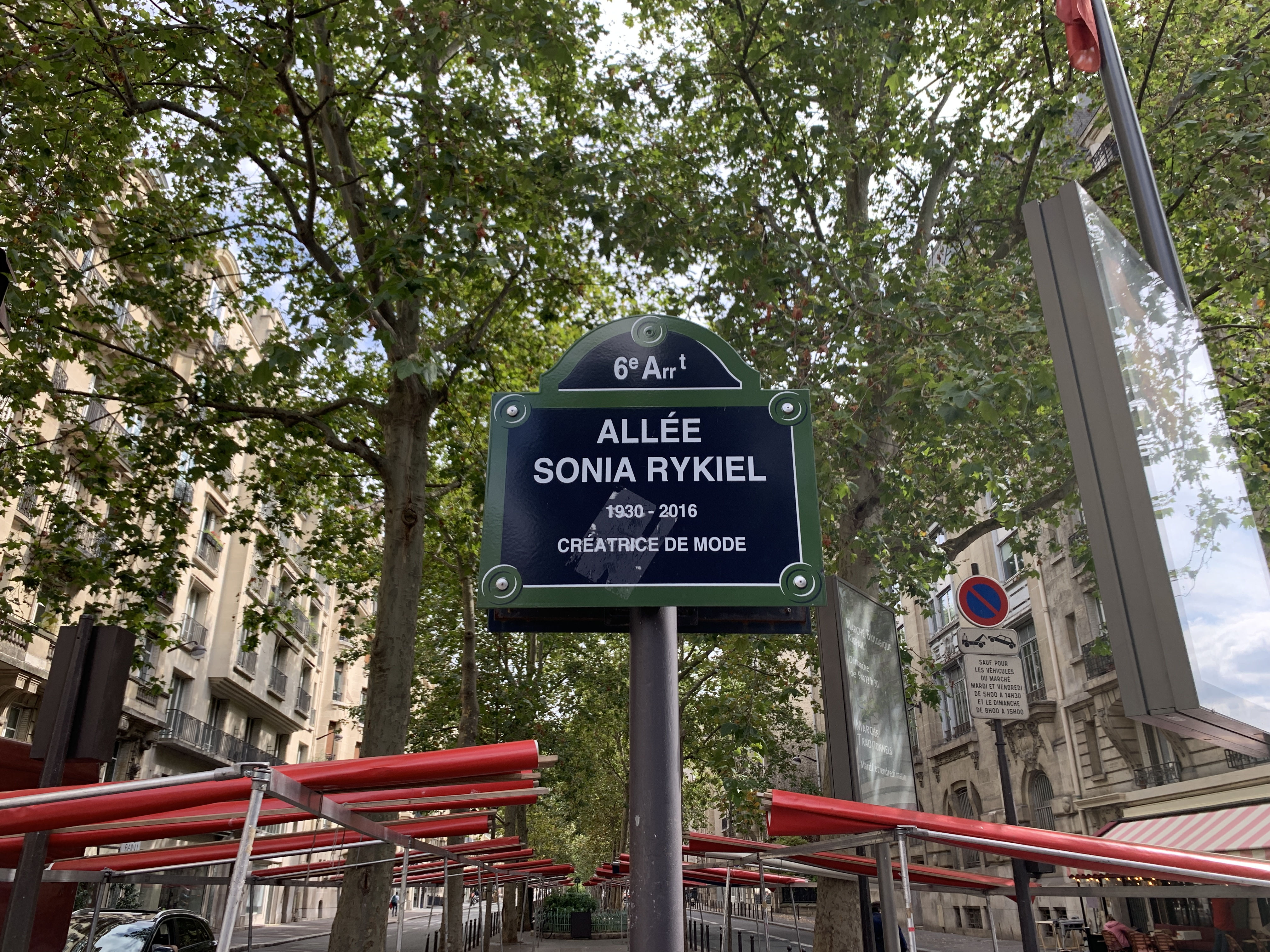
Passeig de Sonia Rykiel, a Paris

Patia la malaltia de Parkinson des de finals dels anys 1990; i aborda públicament aquest assumpte per primera vegada l'any 2012 en el llibre N'oubliez pas que je joue, escrit en col·laboració amb la periodista Judith Perrignon. Moria el 25 d'agost de 2016 a l'edat de 86 anys, a causa d'aquesta malaltia. Va ser enterrada al cementiri de Montparnasse de París.
Un passeig de la ciutat de París porta el seu nom.